# HP Universal Print Driver
HP Universal Print Driver (UPD), česky Univerzální tiskový ovladač HP je konfigurovatelný univerzální ovladač pro tiskárny HP a multifunkční zařízení HP. Ovladač podporuje především laserové tiskárny (HP Color LaserJet a HP LaserJet) a také některé inkoustové modely pro firemní účely (modely řady HP Business Inkjet, HP Officejet Pro a HP Officejet Enterprise). Ovladač je vyvíjen společností HP a je určen pouze pro její zařízení. Univerzální ovladač zjednodušuje správu tiskových zařízení, díky možnosti použít pro různá zařízení jediný ovladač.
HP Universal Print Driver má dva režimy provozu, tradiční a dynamický. V tradičním režimu se chová jako běžné ovladače, je tedy třeba jej manuálně konfigurovat. V dynamickém režimu ovladač zjišťuje schopnosti zařízení a podle něj se automaticky sám nakonfiguruje.
Univerzální ovladač podporuje tři typy tiskových jazyků: PCL6, PCL5 a emulaci PostScript (PS).